# Зникле кільце
«Зникле кільце» (англ. The Missing Ring) — американська короткометражна драма 1913 року з Ірвінгом Каммінгсом в головній ролі.

## У ролях
- Ірвінг Каммінгс — доктор Джон Дуглас
- Розмарі Тебі — Еліс Вільямс
- Пол Скардон — Ральф Малкольм
- Джессі Льюїс — покоївка Еліс